# Jahrbuch (Philatelie)
Ein Jahrbuch der Philatelie enthält die Postwertzeichen eines Jahrgangs aus einem Land, den die zuständige Postverwaltung herausgibt. Dabei werden häufig nur die Sonderpostwertzeichen mit und ohne Zuschlag berücksichtigt, während die Dauermarken ausgespart bleiben. Die Marken sind meist postfrisch enthalten, manchmal auch gestempelt, in der Regel handelt es sich dabei dann um Ersttagsstempel.
Eine Besonderheit des Jahrbuches kann ein zusätzlicher Schwarzdruck sein. Für Sammler ist dies häufig die einzige Möglichkeit, einen Schwarzdruck zu erhalten. In neuerer Zeit findet man auch holografische Wiedergaben einer Marke. Auch Ganzsachen können Bestandteil eines Jahrbuches sein.
Es gibt Jahrbücher in einfacher Ausfertigung oder mit aufwändig gestalteten Seiten und einem festen Umschlag. Die Marken sind in Klemmtaschen, oft ist der Ersttagssonderstempel abgebildet. Daneben finden sich Angaben zum Anlass, Motiv und Angaben zur Marke selbst (Entwurf, Druck, Größe, Papiersorte, Ausgabetag). Einige Postverwaltungen nummerieren die Ausgaben eines Jahrbuches fortlaufend durch.